# Крынка (Могилёвская область)
Кры́нка — деревня в Осиповичском районе Могилёвской области Белоруссии. Относится к Дарагановскому сельсовету.

## История деревни

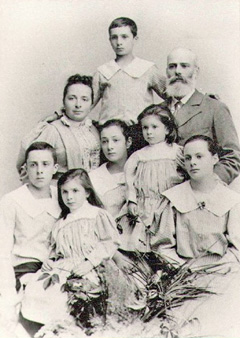
Осип Фёдорович Дараган с семьёй. Варшава.1896

Известна с середины XIX века как собственность Стефании Радзивилл. В 1841 году в деревне на средства её супруга князя Л. П. Витгенштейна построена деревянная церковь Михаила Архангела, в 1847 году ― смолокурня. Поскольку Крынка стоит на реке Птичь, появилась мельница. В 1905 году открылась церковно-приходская школа.
Принадлежавшие Радзивиллам и Витгенштейнам, в 1892 году земли Крынки и соседних Радутич перешли к братьям Дараганам. Крынка стала принадлежать Осипу Фёдоровичу Дарагану ― начальнику управления Риго-Орловской железной дороги. После его кончины вдова обратилась к губернатору с просьбой о переименовании деревни Радутичи в Дараганово, что и было исполнено. Два раза из Швеции в Крынку и Дараганово приезжал потомок владельцев усадеб ― Андрей Дараган.
Сначала деревня входила в состав Минской губернии ― в Бобруйский уезд, затем в Бобруйский округ. Позже в Стародорожский, Слуцкий районы, и всё последующее время ― в Осиповичский район.
В 1927 году здесь работала метеостанция.

## Крынка в пору Великой Отечественной войны

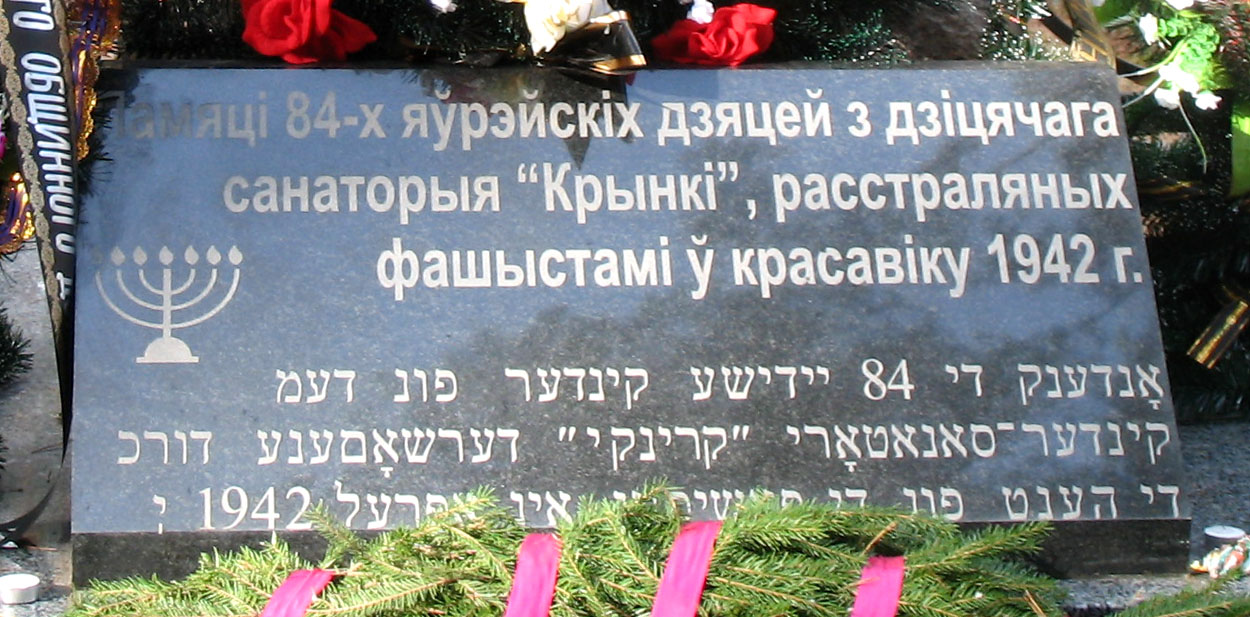
Надпись на памятнике на месте расстрела еврейских детей в 1942 году

Во время оккупации Крынка стала центром Крынковской волости с полицейской службой, входившей в Стародорожский район. Бургомистром волости был Болотько, затем Ус.
В крынковской бывшей усадьбе помещиков Дараганов с 1939 года находился детский туберкулёзный санаторий. В начале войны там было 450 детей. Ребятам старше 12 лет велели самим идти домой, остальные остались ждать родителей, хотя их приезд был маловероятен. Персонал санатория разошёлся по домам.
Пришедшие немцы санаторий оставили, но кормили детей плохо: свёклой и картошкой, в день давали по 100 граммов хлеба. Из Осипович привезли ещё около 50 еврейских детей, создав внутри санатория детское еврейское гетто. Затем привезли ещё ― из детских домов Белоруссии. Весной 1942 года 84 еврейских детей расстреляли. В память о них в 2006 году у деревни Крынка был установлен памятник.

## Крынка в XXI веке
Летом в Крынке работает в три смены (по 80-90 человек в смену) детский оздоровительный лагерь «Птичь». Имеется молочно-товарная ферма, которая была частью СПК колхоза «Ковгарского». В 2015 года колхоз закрылся, и ферма присоединилась к колхозу им. Черняховского, а с 2016 к открытому акционерному обществу «Западный-Агро», на балансе которого 2200 голов крупного рогатого скота, поголовье в 160 голов приписано к Крынковской ферме. В 2018 году животные с фермы Крынка были перевезены на ферму в деревне Краи.
В деревне проживают как постоянные жители, так и дачники.

## Известные жители
- Виктор Михайлович Логвин (1961—1981), командир отделения в Афганистане, погиб при выполнении боевого задания. Посмертно награждён Орденом Красной звезды[3].